# کارین پروئیا
کارین پروئیا (ایتالیایی: Karin Proia؛ زادهٔ ۱۴ مارس ۱۹۷۴) بازیگر و فیلم‌نامه‌نویس اهل ایتالیا است.
از فیلم‌ها یا برنامه‌های تلویزیونی که وی در آن نقش داشته‌است، می‌توان به دوست من، جنگجویان صلیبی و زندگی‌های به فنا رفته،  اشاره کرد.